# Bana (Bindé)
Pour les articles homonymes, voir Bana.
Bana est une commune rurale située dans le département de Bindé de la province du Zoundwéogo dans la région Centre-Sud au Burkina Faso.

## Santé et éducation
Le centre de soins le plus proche de Bana est le centre de santé et de promotion sociale (CSPS) de Bindé tandis que le centre médical (CMA) le plus proche se trouve à Manga.